# Daniel Santos
Daniel Santos (n. 10 octombrie 1975, Bayamón⁠(d), Puerto Rico, SUA) este un boxer ce a reprezentat Puerto Rico, medaliat olimpic. A participat la o ediție a Jocurilor Olimpice (1996) în care a câștigat o medalie de bronz.

## Participări
Lista de mai jos prezintă principalele competiții la care a participat Daniel Santos de-a lungul carierei.
- boxing at the 1996 Summer Olympics – welterweight[*]